# Deni Avdija
Deni Avdija (in ebraico דני אבדיה‎?; in serbo Дени Авдија?; Beit Zera, 3 gennaio 2001) è un cestista israeliano professionista in NBA con la maglia dei Portland Trail Blazers.

## Biografia
È il figlio dell'ex cestista Zufer Avdija.

## Carriera

### Giovanili
Avdija, dopo aver giocato nella Bnei Herzliya, decide nel 2013, di andare a giocare nelle giovanili della Maccabi Tel Aviv. Dal 2017 al 2019, egli ha guidato la sua squadra alla conquista di tre titoli giovanili di Israele. Nell'agosto 2018, egli partecipa alla Basketball Without Borders Europe a Belgrado, in Serbia dove viene nominato MVP. Nel gennaio 2019, Avdija ha giocato nella Maccabi Tel Aviv U-18 alla Adidas Next-Gen Tournament a Monaco. Alla fine della competizione, è stato inserito nell'All-Tournament Team dopo aver realizzato in media a partita 24,3 punti, 11 rimbalzi, 6 assist e 3,8 steals. A febbraio, all'All-Star Weekend, a Charlotte, Avdja è stato nominato MVP del BasketBall Without Borders Global Camp.

### Maccabi Tel Aviv (2017-2020)

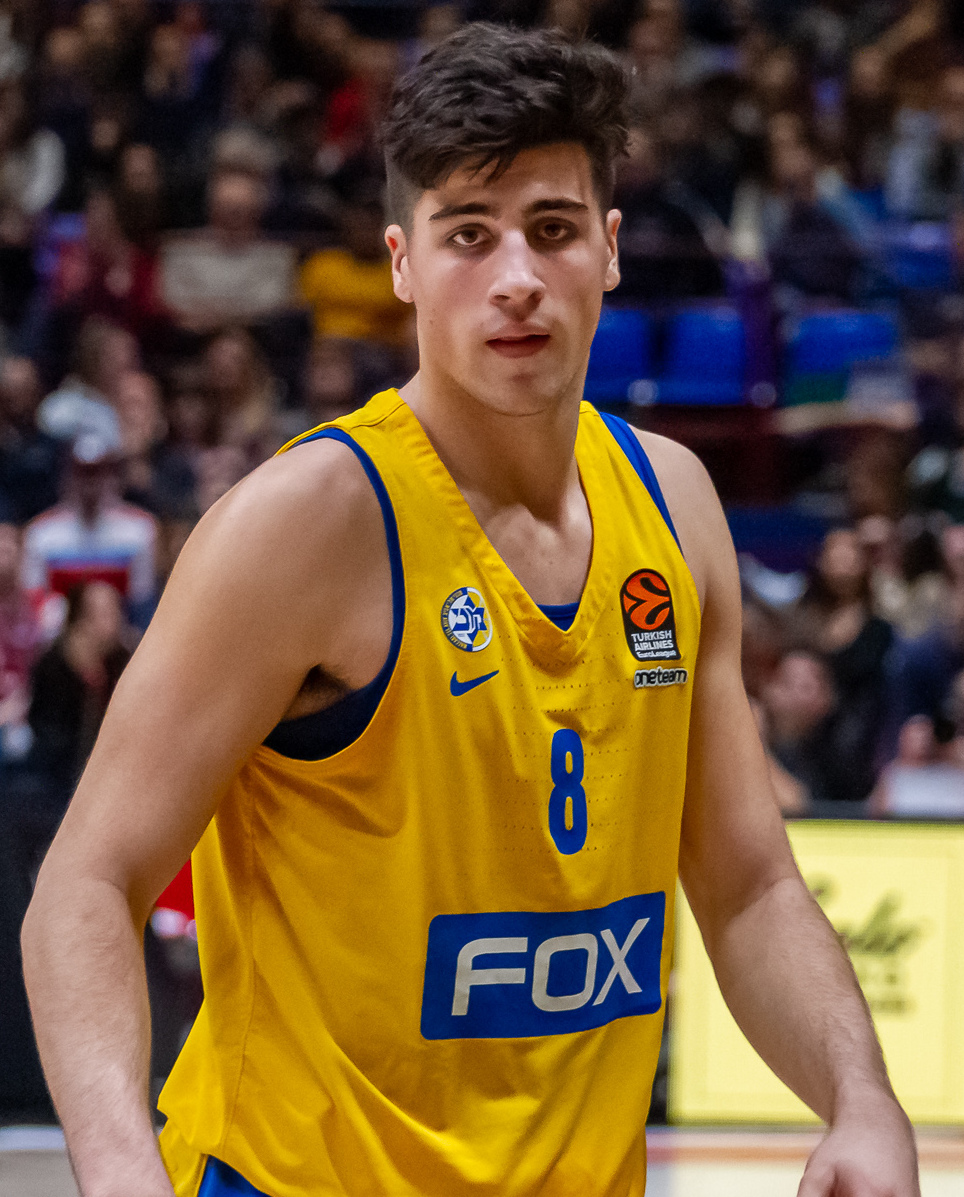
Avdija con la maglia del Maccabi Tel Aviv nel 2019

Il 5 novembre 2017, Avdija ha iniziato la sua carriera professionistica con la Maccabi Tel Aviv, firmando un contratto di 6 anni con il club. Il 19 novembre, ha debuttato nella Israeli Premier League, giocando tre minuti contro l'Ironi Nes Ziona. All'età di 16 anni e 320 giorni, diventa il giocatore più giovane del club ad aver giocato nella prima squadra. Avdija ha debuttato in Eurolega il 22 novembre 2018, segnando 2 punti in 3 minuti nella sconfitta contro il Fenerbahçe di Obradovic 74-70.
Il 24 ottobre 2019, a 18 anni, parte da titolare per la prima volta in Eurolega, segnando 6 punti e 3 rimbalzi in 16 minuti nella vittoria contro il Valencia 76-63. Il 1º febbraio 2020 segna il suo career-high da 26 punti (9/12 dal campo) e 6 rimbalzi nella sconfitta contro l'Hapoel Eliat 86-81. Il 16 aprile 2020 si dichiara eleggibile per il Draft NBA 2020.

### NBA

#### Washington Wizards (2020-)
Il 18 novembre 2020 in occasione del Draft NBA 2020 viene selezionato come 9ª scelta assoluta dai Washington Wizards.

## Statistiche

### NBA

#### Regular Season
| Anno      | Squadra             | PG  | PT  | MP   | TC%  | 3P%  | TL%  | RP  | AP  | PRP | SP  | PP   |
| --------- | ------------------- | --- | --- | ---- | ---- | ---- | ---- | --- | --- | --- | --- | ---- |
| 2020-2021 | Wash. Wizards       | 54  | 32  | 23,3 | 41,7 | 31,5 | 64,4 | 4,9 | 1,2 | 0,6 | 0,3 | 6,3  |
| 2021-2022 | Wash. Wizards       | 82  | 8   | 24,2 | 43,2 | 31,7 | 75,7 | 5,2 | 2,0 | 0,7 | 0,5 | 8,4  |
| 2022-2023 | Wash. Wizards       | 76  | 40  | 26,6 | 43,7 | 29,7 | 73,9 | 6,4 | 2,8 | 0,9 | 0,4 | 9,2  |
| 2023-2024 | Wash. Wizards       | 75  | 75  | 30,1 | 50,6 | 37,4 | 74,0 | 7,2 | 3,8 | 0,8 | 0,5 | 14,7 |
| 2024-2025 | Portland T. Blazers | 72  | 54  | 30,0 | 47,6 | 36,5 | 78,0 | 7,3 | 3,9 | 1,0 | 0,5 | 16,9 |
| Carriera  | Carriera            | 359 | 209 | 27,0 | 46,2 | 33,7 | 75,3 | 6,2 | 2,8 | 0,8 | 0,4 | 11,3 |

#### Massimi in carriera
- Massimo di punti: 43[1] vs New Orleans Pelicans
- Massimo di rimbalzi: 20 vs Chicago Bulls (11 novembre 2023)
- Massimo di assist: 10 vs Miami Heat (23 novembre 2022)
- Massimo di palle rubate: 4 (3 volte)
- Massimo di stoppate: 3 (2 volte)
- Massimo di minuti giocati: 41 vs Miami Heat (23 novembre 2022)

### EuroLeague
| Anno      | Squadra          | PG | PT | MP   | TC%  | 3P%  | TL%  | RP  | AP  | PRP | SP  | PP  |
| --------- | ---------------- | -- | -- | ---- | ---- | ---- | ---- | --- | --- | --- | --- | --- |
| 2018-2019 | Maccabi Tel Aviv | 8  | 0  | 6,4  | 44,0 | 50,0 | 100  | 1,5 | 0,3 | 0,1 | 0,0 | 3,9 |
| 2019-2020 | Maccabi Tel Aviv | 26 | 5  | 14,3 | 43,6 | 27,7 | 55,6 | 2,6 | 1,2 | 0,4 | 0,2 | 4,0 |
| Carriera  | Carriera         | 34 | 5  | 12,4 | 44,2 | 31,6 | 60,0 | 2,4 | 0,9 | 0,3 | 0,2 | 4,0 |

## Palmarès

### Squadra
- Campionato israeliano: 3

Maccabi Tel Aviv: 2017-18, 2018-19, 2019-20
- Coppa di Lega israeliana: 1

Maccabi Tel Aviv: 2017

### Individuale
- Ligat ha'Al MVP: 1

Maccabi Tel Aviv: 2019-20
- All-Israeli League First Team: 1

Maccabi Tel Aviv: 2019-20